# NGC 5482
NGC 5482 este o liner situată în constelația Boarul. A fost descoperită în 19 martie 1784 de către William Herschel. Se află la o distanță de 103,61 megaparseci de Pământ.